# Sławomir Kalinowski
Sławomir Marcin Kalinowski (ur. 27 maja 1978 w Poznaniu) – polski ekonomista, doktor habilitowany nauk ekonomicznych. 

## Życiorys
W 2002 ukończył studia ekonomiczne na Akademii Rolniczej im. Augusta Cieszkowskiego w Poznaniu. Doktorat obronił w 2006 na Akademii Rolniczej w Szczecinie, na podstawie pracy pt. Czynniki determinujące poziom ubóstwa na obszarach wiejskich w Wielkopolsce. W 2016, decyzją Rady Naukowej Instytutu Ekonomiki Rolnictwa i Gospodarki Żywnościowej – PIB, uzyskał stopień naukowy doktora habilitowanego, w oparciu o dorobek naukowy oraz publikację Poziom życia ludności wiejskiej o niepewnych dochodach.
W latach 2002–2018 zawodowo związany z Wydziałem Ekonomiczno-Społecznym Uniwersytetu Przyrodniczego w Poznaniu. Od 2018 roku pracuje na stanowisku profesora nadzwyczajnego w Instytucie Rozwoju Wsi i Rolnictwa Polskiej Akademii Nauk. W styczniu 2019 roku przejął kierownictwo Zakładu Ekonomii Wsi od prof. IRWiR PAN Moniki Stanny. Od 2019 roku sekretarz Rady Naukowej IRWiR PAN.
Od 2024 członek Komitetu Nauk o Pracy i Polityce Społecznej PAN.
Członek zespołu redakcyjnego czasopisma Liberté! Od 2013 roku zastępca redaktora naczelnego wydawnictwa naukowego „Societas Pars Mundi”. W latach 2017–2019 redaktor naczelny Kwartalnika Naukowego „Intercathedra”, a następnie od 2019 roku członek rady naukowej. Członek komitetu naukowego Politics, Economics and Administrative Sciences Journal of Ahi Evran University (The PEAJ), redakcji Journal of Management and Economics, rady konsultacyjnej redakcji International Journal of Economic Sciences oraz redaktor tematyczny w Zagadnieniach Ekonomiki Rolnej. Od 2024 roku członek redakcji kwartalnika Wieś i Rolnictwo.
W latach 2009–2015 sekretarz Międzyśrodowiskowej Grupy Badawczej „Margines Społeczny Poznania”. Przewodniczący kapituły konkursu „Moja SMART wieś”. Od 2020 roku wiceprezes zarządu Fundacji Badań Wiejsko-Miejskich RURall (Rural and Urban Research). Od 2019 roku członek Rady Fundacji ROLL-NA. Ekspert zewnętrzny Instytutu Finansów Publicznych.
Od 2020 do 2021, wraz z zespołem, prowadził w czterech etapach badania nad sytuacją społeczno-ekonomiczną ludności w okresie pandemii COVID-19, a ich efektem były trzy raporty badawcze. W 2022 rozpoczął się V etap badań.
Specjalista od spraw ubóstwa i poziomu życia na obszarach wiejskich, badacz wsi i koncepcji smart villages.
W 2004 był obserwatorem z ramienia Parlamentu Europejskiego drugiej powtórzonej tury wyborów prezydenckich na Ukrainie w ramach Grupy Parlamentarnej ALDE.
Ekspert Polskiego Towarzystwa Polityki Społecznej, członek Poznańskiego Towarzystwa Przyjaciół Nauk.
Prywatnie folklorysta, instruktor i choreograf tańca ludowego (Zespół Tańca Ludowego Cybinka-Grodzisk), tancerz.

## Publikacje

### Monografie
- Ubóstwo ubogich. Obszary deprywacji potrzeb beneficjentów pomocy społecznej, Wyd. nauk. Scholar, Wyd. IRWiR PAN, Warszawa, 2024[18] (wsp. A. Łuczak, O. Szczygieł)
- The Smart Village Concept. Examples from Poland, Wyd. IRWiR PAN, Warszawa, 2022[19] (wsp. Ł. Komorowski, A. Rosa)
- Koncepcja smart villages. Przykłady z Polski, Wyd. IRWiR PAN, Grupa Cogito, Warszawa, 2021[20] (wsp. Ł. Komorowski, A. Rosa)
- Moja sytuacja w okresie koronawirusa. Raport końcowy z badań, Wyd. IRWiR PAN, Warszawa, 2020[21] (również z I i II części badań)
- Poziom życia ludności wiejskiej o niepewnych dochodach, Wydawnictwo Naukowe PWN, Warszawa, 2015 (publikacja nagrodzona nagrodą Komitetu Nauk o Pracy i Polityce Społecznej Polskiej Akademii Nauk na najlepszą książkę z zakresu pracy i polityki społecznej w 2015 roku)[22].
- Ubóstwo ludności wiejskiej województwa wielkopolskiego, Akademia Rolnicza w Poznaniu, 2007[16].

### Podręczniki
- Podstawowe problemy ekonomii menedżerskiej – ze zbiorem testów i zadań. Wydanie II poprawione, Wydawnictwo Uniwersytetu Przyrodniczego w Poznaniu, 2014.

### Redakcje monografii
- Bliżej ludzi – programem dla nauk społecznych?, Wydawnictwo Societas Pars Mundi, Bielefeld, 2018, s. 364[23].
- Marginalizacja a rozwój społeczny – między teraźniejszością i przeszłością, Wydawnictwo Societas Pars Mundi, Bielefeld, 2017, s. 345.
- Życie na skraju – marginesy społeczne wielkiego miasta, Wydawnictwo Societas Pars Mundi, Bielefeld, 2014, s. 810.

### Raporty i diagnozy
- Ziarno niezgody - analiza protestów rolniczych, Instytut Finansów Publicznych, Warszawa, 2024[24].
- Poradnik Smart Villages, Smart Rural 27 project, Warszawa[25].
- Diagnoza przyczyn ubóstwa energetycznego w województwie mazowieckim, Mazowieckie Centrum Polityki Społecznej, Warszawa, 2023[26].
- Diagnoza do przygotowania Programu Przeciwdziałania Ubóstwu i Wykluczeniu Społecznemu w województwie mazowieckim na lata 2023–2026, Mazowieckie Centrum Polityki Społecznej, Warszawa, 2022[27][28].

## Odznaczenia i wyróżnienia
- 2014: Odznaka honorowa „Za zasługi dla województwa wielkopolskiego” (uchwała Zarządu Województwa Wielkopolskiego z 23 maja 2014 roku (NR 4687/2014)) oraz Medal Honorowy Zasłużony dla Miasta i Gminy Grodzisk Wielkopolski (uchwała Rady Miasta w Grodzisku Wielkopolskim z 25 czerwca 2014 roku)[29].
- 2016: Nagroda Komitetu Nauk o Pracy i Polityce Społecznej Polskiej Akademii Nauk, za najlepszą pracę badawczą opublikowaną w 2015 roku, w uznaniu wkładu w rozwój nauk o pracy i polityce społecznej[30][31].
- 2019: zwycięzca, wraz z Zespołem Tańca Ludowego „Cybinka-Grodzisk”, w organizowanym przez Głos Wielkopolski plebiscycie na Osobowość Roku 2018[32] w powiecie grodziskim, w kategorii Kultura, za sukcesy na arenie międzynarodowej i zachowywanie pamięci o tradycji naszego kraju.
- 2021: II miejsce w plebiscycie Osobowość Roku 2020 w kategorii Nauka organizowanym przez Polska Times, za badania nad ludnością wiejską w okresie koronawirusa. „Wiejskie okruchy pandemii” i „Moja sytuacja w okresie koronawirusa”[33].
- 2022: Srebrny Krzyż Zasługi[2]
- 2022: Odznaka honorowa „Zasłużony dla Rolnictwa”[2]
- Nagrody JM Rektora Uniwersytetu Przyrodniczego w Poznaniu w latach 2008, 2009, 2011, 2012, 2014, 2016, 2017.
- Nagrody Dyrektora IRWiR PAN w latach 2020, 2021, 2022.
- 2024: Medal im. Edwarda Abramowskiego za wkład w rozwój polityki społecznej w Polsce[34].